# Vermileo ater
Vermileo ater är en tvåvingeart som beskrevs av Elisabeth K. Stuckenberg 1965. Vermileo ater ingår i släktet Vermileo och familjen Vermileonidae. Inga underarter finns listade i Catalogue of Life.